# Reykjatunga
Reykjatunga är en kulle i republiken Island. Den ligger i regionen Norðurland vestra, 190 km nordost om huvudstaden Reykjavík. Toppen på Reykjatunga är 198 meter över havet, eller 142 meter över den omgivande terrängen. Bredden vid basen är 2,3 km.
Trakten runt Reykjatunga är nära nog obefolkad, med mindre än två invånare per kvadratkilometer. Närmaste större samhälle är Varmahlíð, nära Reykjatunga. Trakten runt Reykjatunga består i huvudsak av gräsmarker.